# Puntate di Techetechete' (dodicesima stagione)

Logo del programma in uso nella dodicesima stagione.

La dodicesima stagione del programma televisivo italiano di videoframmenti Techetechete', composta da 82 puntate, è andata in onda in access prime time su Rai 1 dal 15 giugno al 7 settembre 2022.

## Caratteristiche
In occasione del decennale della trasmissione viene rinnovata la sigla e la grafica. La sigla iniziale è composta da una serie di televisori assemblati e costruiti su una catena di montaggio, ai quali viene aggiunta un'antenna per visualizzare una sequenza con alcuni protagonisti e programmi della storia della televisione italiana. Alla fine un braccio meccanico sceglie uno dei televisori di colore rosso, posizionato al centro della scena, dal quale si forma il titolo del programma. La stagione si caratterizza con una serie di puntate dedicate a omaggi a varie personalità del mondo dello spettacolo in occasione di compleanni o anniversari, sui parenti d'arte, sulle annunciatrici della Rai e la rubrica "artisti allo specchio", dove si mettono a confronto carriere di celebrità considerate spesso rivali tra di loro.
Il 9 e 10 luglio 2022 la trasmissione non va in onda per il campionato europeo femminile di calcio, con il documentario Azzurro shocking - Come le donne si sono riprese il calcio e la partita inaugurale della nazionale femminile di calcio contro la Francia. Allo stesso modo, il 18 luglio non viene trasmessa per la terza gara della fase a gironi del campionato europeo della nazionale femminile contro il Belgio. La puntata dedicata a Monica Vitti, inizialmente prevista come quella inaugurale della stagione il 15 giugno, è stata trasmessa il 3 settembre. L'8 settembre era prevista l'83ª e ultima puntata, dedicata a Ballando con le stelle con la presentazione della diciassettesima edizione curato da Ermanno Labianca, non trasmessa per la scomparsa della regina Elisabetta d'Inghilterra venendo sostituita da un'edizione speciale dell'appena rinnovato TG1.

## Puntate
| N.            | Messa in onda | Titolo                                                | Note | Autore                            | Telespettatori      | Share       | Fonte    |
| ------------- | ------------- | ----------------------------------------------------- | --- | --------------------------------- | ------------------- | ----------- | -------- |
| 1             | 15 giugno     | Un amore da brividi                                   | Puntata dedicata alle canzoni d'amore                                                                                                  | Vito Simone                       | 3.114.000           | 17,9%       | [ F 1 ]  |
| 2             | 16 giugno     | Ugo per tutti                                         | Puntata dedicata ad Ugo Tognazzi | Luca Rea                          | 3.043.000           | 18,3%       | [ F 2 ]  |
| 3             | 17 giugno     | Antonello e Francesco                                 | Puntata dedicata ad Antonello Venditti e Francesco De Gregori                                                                          | Emilio Levi                       | 3.049.000           | 18,9%       | [ F 3 ]  |
| 4             | 18 giugno     | Per sempre noi... Gianni e Marcella                   | Puntata dedicata a Marcella Bella e a suo fratello Gianni                                                                              | Salvo Guercio                     | 2.839.000           | 20,3%       | [ F 4 ]  |
| 5             | 19 giugno     | Le comiche comiche                                    | Puntata dedicata alle attrici comiche in televisione                                                                                   | Francesca Di Ciccio               | 2.572.000           | 16,2%       | [ F 5 ]  |
| 6             | 20 giugno     | Corrado!                                              | Puntata dedicata a Corrado | Luca Rea                          | 3.190.000           | 18,6%       | [ F 6 ]  |
| 7             | 21 giugno     | Il mare d'estate                                      | Puntata dedicata all'inizio delle vacanze estive                                                                                       | Giulio Calcinari                  | 3.104.000           | 18,1%       | [ F 7 ]  |
| 8             | 22 giugno     | Lucio e le sue follie                                 | Puntata dedicata a Lucio Dalla | Roberto Patrone                   | 2.980.000           | 17,6%       | [ F 8 ]  |
| 9             | 23 giugno     | Estate 1984 - Ricordi e canzoni                       | Puntata dedicata ad avvenimenti e brani musicali dell'estate del 1984                                                                  | Luca Rea                          | 3.081.000           | 18,5%       | [ F 9 ]  |
| 10            | 24 giugno     | Renzo Arbore - L'inimitabile                          | Puntata dedicata a Renzo Arbore in occasione del suo 85º compleanno                                                                    | Giulio Calcinari                  | 3.148.000           | 20,5%       | [ F 10 ] |
| 11            | 25 giugno     | Nino - Il re della risata                             | Puntata dedicata a Nino Manfredi | Vito Simone                       | 2.567.000           | 19,3%       | [ F 11 ] |
| 12            | 26 giugno     | 50 anni di gruppi                                     | Puntata dedicata ai gruppi musicali italiani                                                                                           | Ermanno Labianca, Emilio Levi     | 2.576.000           | 18,3%       | [ F 12 ] |
| 13            | 27 giugno     | Senza tempo                                           | Puntata dedicata alle canzoni senza tempo                                                                                              | Emilio Levi                       | 3.100.000           | 18,2%       | [ F 13 ] |
| 14            | 28 giugno     | Pino e non solo                                       | Puntata dedicata a Pino Daniele con James Senese, Tony Esposito, Tullio De Piscopo, Rino Zurzolo, Joe Amoruso e Richie Havens          | Roberto Patrone                   | 2.714.000           | 15,7%       | [ F 14 ] |
| 15            | 29 giugno     | Due contro tutti                                      | Puntata dedicata ai duetti canori e comici                                                                                             | Vito Simone                       | 2.938.000           | 18,6%       | [ F 15 ] |
| 16            | 30 giugno     | Il canto dell'usignolo                                | Puntata dedicata a Orietta Berti | Massimiliano Canè                 | 3.197.000           | 20,8%       | [ F 16 ] |
| 17            | 1º luglio     | Mangiare, bere... cantare                             | Puntata dedicata a cibo e bevande nelle canzoni e negli sketch comici                                                                  | Claudia Di Giuseppe               | 2.918.000           | 20,0%       | [ F 17 ] |
| 18            | 2 luglio      | Fortissimamente... Falqui!                            | Puntata dedicata ad Antonello Falqui                                                                                                   | Carlo Posio                       | 2.702.000           | 21,3%       | [ F 18 ] |
| 19            | 3 luglio      | Soldi, soldi, soldi!                                  | Puntata dedicata ai soldi | Claudia Di Giuseppe               | 2.872.000           | 19,4%       | [ F 19 ] |
| 20            | 4 luglio      | Viaggio in Italia - Tra folk e canzoni                | Puntata dedicata all'Italia nelle canzoni, preceduta da un omaggio a Tonino Cripezzi, cantante de I Camaleonti                         | Emilio Levi                       | 3.202.000           | 19,2%       | [ F 20 ] |
| 21            | 5 luglio      | Raffaella, amore mio                                  | Puntata dedicata a Raffaella Carrà a un anno dalla scomparsa                                                                           | Salvo Guercio                     | 3.393.000           | 21,5%       | [ F 21 ] |
| 22            | 6 luglio      | Maestro Morricone                                     | Puntata dedicata a Ennio Morricone a due anni dalla scomparsa                                                                          | Luca Rea                          | 2.845.000           | 18,1%       | [ F 22 ] |
| 23            | 7 luglio      | Vittorio e Christian - Divi allo specchio             | Puntata dedicata a Vittorio e Christian De Sica per la rubrica "Artisti allo specchio"                                                 | Massimiliano Canè                 | 3.016.000           | 19,0%       | [ F 23 ] |
| 24            | 8 luglio      | Passioni e piccoli piaceri                            | Puntata dedicata alle passioni e ai piccoli piaceri nelle canzoni                                                                      | Emilio Levi                       | 3.218.000           | 20,1%       | [ F 24 ] |
| 25            | 11 luglio     | Una serata insieme a te - Omaggio a Catherine Spaak   | Puntata dedicata a Catherine Spaak, preceduta da un ricordo di Angelo Guglielmi                                                        | Massimiliano Canè                 | 2.940.000           | 17,7%       | [ F 25 ] |
| 26            | 12 luglio     | Più siamo meglio stiamo                               | Puntata dedicata alle canzoni e sketch comici in gruppo                                                                                | Carlo Posio                       | 2.648.000           | 16,4%       | [ F 26 ] |
| 27            | 13 luglio     | Ornellissima                                          | Puntata dedicata a Ornella Vanoni | Francesco Valitutti               | 2.492.000           | 16,1%       | [ F 27 ] |
| 28            | 14 luglio     | Francia mon amour                                     | Puntata dedicata alle canzoni francesi, preceduta da un omaggio a Jean-Louis Trintignant                                               | Emilio Levi                       | 2.435.000           | 15,6%       | [ F 28 ] |
| 29            | 15 luglio     | Perdere l'amore                                       | Puntata dedicata alle canzoni sulla fine di un amore                                                                                   | Vito Simone                       | 2.638.000           | 18,2%       | [ F 29 ] |
| 30            | 16 luglio     | Mina e Milva - Dive allo specchio                     | Puntata dedicata a Mina e Milva per la rubrica "Artisti allo specchio"                                                                 | Massimiliano Canè                 | 2.383.000           | 19,2%       | [ F 30 ] |
| 31            | 17 luglio     | Cocktail '80                                          | Puntata dedicata alle canzoni anni '80 e al programma di Amanda Lear Cocktail d'amore                                                  | Salvo Guercio                     | 2.964.000           | 21,1%       | [ F 31 ] |
| 32            | 19 luglio     | A Sanremo... una volta sola                           | Puntata dedicata alle partecipazioni uniche al Festival di Sanremo, preceduta da un omaggio a Paolo Borsellino e alle vittime di mafia | Ermanno Labianca                  | 2.558.000           | 16,4%       | [ F 32 ] |
| 33            | 20 luglio     | 60 anni di solisti                                    | Puntata dedicata ai cantanti solisti italiani                                                                                          | Ermanno Labianca, Emilio Levi     | 2.430.000           | 15,2%       | [ F 33 ] |
| 34            | 21 luglio     | Tutta colpa della luna                                | Puntata dedicata alle canzoni e sketch comici sulla luna in occasione del 53º anniversario dell'Apollo 11                              | Francesco Valitutti               | 2.477.000           | 16,1%       | [ F 34 ] |
| 35            | 22 luglio     | Leonesse - Le signore della canzone                   | Puntata dedicata alle leonesse della musica italiana                                                                                   | Vito Simone                       | 2.610.000           | 16,8%       | [ F 35 ] |
| 36            | 23 luglio     | Fantastico Zero                                       | Puntata dedicata a Renato Zero | Salvo Guercio                     | 2.664.000           | 21,1%       | [ F 36 ] |
| 37            | 24 luglio     | La La Fiction                                         | Puntata dedicata alle fiction sui grandi artisti e ai programmi televisivi                                                             | Francesca Di Ciccio               | 2.459.000           | 17,9%       | [ F 37 ] |
| 38            | 25 luglio     | Dietro le quinte                                      | Puntata dedicata al dietro le quinte dei programmi televisivi                                                                          | Luca Rea                          | 2.698.000           | 16,6%       | [ F 38 ] |
| 39            | 26 luglio     | Scopriamo le cover                                    | Puntata dedicata alle versioni italiane di brani stranieri e viceversa                                                                 | Massimiliano Canè                 | 3.030.000           | 19,4%       | [ F 39 ] |
| 40            | 27 luglio     | Una monetina nel jukebox                              | Puntata dedicata alle canzoni da jukebox                                                                                               | Massimiliano Canè                 | 2.910.000           | 18,6%       | [ F 40 ] |
| 41            | 28 luglio     | Senti chi canta!                                      | Puntata dedicata ai cantanti insoliti                                                                                                  | Francesco Valitutti               | 2.620.000           | 17,4%       | [ F 41 ] |
| 42            | 29 luglio     | Accordi spezzati                                      | Puntata dedicata a Tonino Cripezzi, Vittorio De Scalzi dei New Trolls e Irene Fargo                                                    | Massimiliano Canè                 | 2.902.000           | 19,7%       | [ F 42 ] |
| 43            | 30 luglio     | Incredibilmente Pippo                                 | Puntata dedicata a Pippo Baudo | Salvo Guercio                     | 2.439.000           | 19,2%       | [ F 43 ] |
| 44            | 31 luglio     | Meteore... che passione!                              | Puntata dedicata alle meteore della canzone                                                                                            | Salvo Guercio                     | 2.667.000           | 19,7%       | [ F 44 ] |
| 45            | 1º agosto     | Canzoni in bermuda                                    | Puntata dedicata alle canzoni estive                                                                                                   | Massimiliano Canè                 | 3.109.000           | 20,1%       | [ F 45 ] |
| 46            | 2 agosto      | Tormentoni                                            | Puntata dedicata ai tormentoni musicali                                                                                                | Luca Rea                          | 3.168.000           | 20,6%       | [ F 46 ] |
| 47            | 3 agosto      | Sandra e Raimondo - Ancora insieme                    | Puntata dedicata a Sandra Mondaini e Raimondo Vianello                                                                                 | Giulio Calcinari                  | 3.066.000           | 21,0%       | [ F 47 ] |
| 48            | 4 agosto      | Lasciatemi cantare                                    | Puntata dedicata alle canzoni da cantare a squarciagola                                                                                | Emilio Levi                       | 2.818.000           | 19,2%       | [ F 48 ] |
| 49            | 5 agosto      | Sorellanza                                            | Puntata dedicata alle sorelle d'arte                                                                                                   | Claudia Di Giuseppe               | 2.664.000           | 19,0%       | [ F 49 ] |
| 50            | 6 agosto      | Scopriamo altre cover                                 | Seconda puntata dedicata alle versioni italiane di brani stranieri e viceversa                                                         | Massimiliano Canè                 | 2.807.000           | 22,3%       | [ F 50 ] |
| 51            | 7 agosto      | Donne Du Du Du                                        | Puntata dedicata alle donne | Giulio Calcinari                  | 2.705.000           | 20,2%       | [ F 51 ] |
| 52            | 8 agosto      | Hit Parade da ridere                                  | Puntata dedicata alle canzoni ironiche                                                                                                 | Francesco Valitutti               | 2.940.000           | 19,2%       | [ F 52 ] |
| 53            | 9 agosto      | Ti conosco mascherina                                 | Puntata dedicata al travestitismo in televisione                                                                                       | Vito Simone                       | 2.937.000           | 19,8%       | [ F 53 ] |
| 54            | 10 agosto     | In quattro si canta meglio                            | Puntata dedicata ai quartetti musicali (Ricchi e Poveri, Boney M., Milk and Coffee e i Passengers)                                     | Massimiliano Canè                 | 2.907.000           | 20,3%       | [ F 54 ] |
| 55            | 11 agosto     | L'oro di Napoli                                       | Puntata dedicata a Napoli | Ermanno Labianca                  | 2.757.000           | 19,6%       | [ F 55 ] |
| 56            | 12 agosto     | Saranno famosi                                        | Puntata dedicata agli inizi delle carriere dei grandi artisti                                                                          | Luca Rea                          | 2.887.000           | 19,7%       | [ F 56 ] |
| 57            | 13 agosto     | Julio e Miguel - Fuego latino                         | Puntata dedicata a Julio Iglesias e Miguel Bosé                                                                                        | Salvo Guercio                     | 2.756.000           | 21,7%       | [ F 57 ] |
| 58            | 14 agosto     | Come eravamo - 50 anni fa                             | Puntata dedicata al 1972 | Ermanno Labianca                  | 2.565.000           | 20,7%       | [ F 58 ] |
| 59            | 15 agosto     | Amici per sempre                                      | Puntata dedicata ai Pooh | Emilio Levi, Elisabetta Barduagni | 2.760.000           | 23,0%       | [ F 59 ] |
| 60            | 16 agosto     | Animali grande amore                                  | Puntata dedicata agli amici a quattro zampe e non solo                                                                                 | Giulio Calcinari                  | 2.932.000           | 20,2%       | [ F 60 ] |
| 61            | 17 agosto     | La tigre e le altre - Le signore della canzone        | Puntata dedicata a Mina, Dalida, Gilda Giuliani, Giorgia e Malika Ayane                                                                | Vito Simone                       | 2.981.000           | 20,8%       | [ F 61 ] |
| 62            | 18 agosto     | Canta Gaber                                           | Puntata dedicata a Giorgio Gaber | Luca Rea                          | 2.859.000           | 18,8%       | [ F 62 ] |
| 63            | 19 agosto     | La banda dell'ortica                                  | Puntata dedicata a Enzo Jannacci e Cochi e Renato                                                                                      | Roberto Patrone                   | 2.782.000           | 18,6%       | [ F 63 ] |
| 64            | 20 agosto     | I numeri uno del Festival                             | Puntata dedicata alle canzoni vincitrici del Festival di Sanremo                                                                       | Giulio Calcinari                  | 2.683.000           | 21,2%       | [ F 64 ] |
| 65            | 21 agosto     | Ridere, ridere                                        | Puntata dedicata ai duetti e terzetti comici con intermezzi musicali                                                                   | Giulio Calcinari                  | 2.611.000           | 19,2%       | [ F 65 ] |
| 66            | 22 agosto     | Marcello il bello                                     | Puntata dedicata a Marcello Mastroianni                                                                                                | Roberto Patrone                   | 2.723.000           | 18,2%       | [ F 66 ] |
| 67            | 23 agosto     | Totò Savio - Note di canzoni note                     | Puntata dedicata alle canzoni di Totò Savio                                                                                            | Massimiliano Canè                 | 3.468.000           | 22,4%       | [ F 67 ] |
| 68            | 24 agosto     | L'orchestra si diverte                                | Puntata dedicata agli sketch comici sull'orchestra                                                                                     | Carlo Posio                       | 2.941.000           | 19,4%       | [ F 68 ] |
| 69            | 25 agosto     | Quelli del '72                                        | Puntata dedicata alle celebrità nate nel 1972                                                                                          | Francesca Di Ciccio               | 2.943.000           | 19,3%       | [ F 69 ] |
| 70            | 26 agosto     | Canzoni d'autore                                      | Puntata dedicata alle canzoni d'autore eseguite da loro stessi e da interpreti d'eccezione                                             | Ermanno Labianca                  | 2.716.000           | 19,7%       | [ F 70 ] |
| 71            | 27 agosto     | Martini e Bertè - Siamo come siamo                    | Puntata dedicata a Mia Martini e Loredana Bertè                                                                                        | Massimiliano Canè                 | 2.902.000           | 20,8%       | [ F 71 ] |
| 72            | 28 agosto     | I complessi vintage che si amano                      | Seconda puntata dedicata ai gruppi musicali italiani                                                                                   | Massimiliano Canè                 | 3.127.000           | 21,5%       | [ F 72 ] |
| 73            | 29 agosto     | Ritmo latino                                          | Puntata dedicata alle canzoni da ballare                                                                                               | Ermanno Labianca, Luca Rea        | 3.440.000           | 19,4%       | [ F 73 ] |
| 74            | 30 agosto     | Ritroviamo Max, Giorgio e Teo                         | Puntata dedicata a Max Tortora, Giorgio Panariello e Teo Teocoli                                                                       | Emilio Levi                       | 3.376.000           | 20,4%       | [ F 74 ] |
| 75            | 31 agosto     | Cantatelo con i fiori                                 | Puntata dedicata alle canzoni sui fiori                                                                                                | Giulio Calcinari                  | 3.495.000           | 20,2%       | [ F 75 ] |
| 76            | 1º settembre  | Cento anni di Vittorio Gassman                        | Puntata dedicata a Vittorio Gassman in occasione del centenario della nascita                                                          | Ermanno Labianca                  | 3.158.000           | 17,7%       | [ F 76 ] |
| 77            | 2 settembre   | Al Bano e Romina - Una canzone per due                | Puntata dedicata ad Al Bano e Romina Power                                                                                             | Giulio Calcinari                  | 3.318.000           | 19,7%       | [ F 77 ] |
| 78            | 3 settembre   | La Vitti è bella                                      | Puntata dedicata a Monica Vitti | Massimiliano Canè                 | 3.066.000           | 19,8%       | [ F 78 ] |
| 79            | 4 settembre   | Giuni, voce divina                                    | Puntata dedicata a Giuni Russo | Salvo Guercio                     | 3.405.000           | 21,6%       | [ F 79 ] |
| 80            | 5 settembre   | La notte delle favole                                 | Puntata dedicata alle fiabe in televisione                                                                                             | Massimiliano Canè                 | 3.169.000           | 17,3%       | [ F 80 ] |
| 81            | 6 settembre   | Unico - Luciano Pavarotti Le canzoni di Sergio e Gino | Omaggio a Luciano Pavarotti per il 15º anniversario della scomparsa Puntata dedicata a Gino Paoli e Sergio Endrigo                     | Emilio Levi, Luca Rea             | 3.242.000 2.953.000 | 17,5% 15,1% | [ F 81 ] |
| 82            | 7 settembre   | C'era una volta... la sigla                           | Puntata dedicata alle sigle televisive                                                                                                 | Massimiliano Canè                 | 3.175.000           | 17,8%       | [ F 82 ] |
| Media Auditel | Media Auditel | Media Auditel                                         | Media Auditel | Media Auditel                     | 2.894.000           | 19,1%       |          |

### Riferimenti e annotazioni
1. ↑   Roberto Mallò, Techetechetè riparte con la 12ª edizione, su DavideMaggio.it. URL consultato il 14 giugno 2022.
2. ↑   Marco Solaris, Techetechete' 2022, temi delle puntate: cosa vedrete a partire dal 15 giugno, su TvBlog.it, 13 giugno 2022. URL consultato il 24 giugno 2022.
3. ↑   Matteo Tuveri, Techetechetè Rai 1, da mercoledì 15 giugno riparte il programma con i filmati delle teche Rai, su maridacaterini.it, 15 giugno 2022. URL consultato il 21 giugno 2022.
4. ↑   Raffaele Di Santo, Techetechetè, perché il 9 e il 10 luglio 2022 non va in onda e cosa c'è su Rai1, su Apmagazine.it, 8 luglio 2022. URL consultato il 9 luglio 2022.
5. ↑   Techetechete' riparte con Monica Vitti, su Rai Ufficio Stampa, 15 giugno 2022. URL consultato il 4 settembre 2022.
6. ↑   Ballando con le stelle 2022: speciale Techetechete' l'8 settembre su Rai1 con il lancio del cast, su TvBlog.it. URL consultato il 6 settembre 2022.
7. ↑   Stella Dibenedetto, Concorrenti Ballando con le stelle 2022 a Techetechetè - Milly Carlucci: "Che onore", su Il Sussidiario.net, 8 settembre 2022. URL consultato il 9 settembre 2022.
8. ↑   Diego Capuano, Corrado: questa sera su Techetechetè un ritratto del grande conduttore, su Today.it. URL consultato il 20 giugno 2022.
9. ↑   Raffaele Di Santo, Techetechetè ricorda Raffaella Carrà il 5 luglio 2022 a un anno dalla morte, su Apmagazine.it, 3 luglio 2022. URL consultato il 5 luglio 2022.
10. ↑   Ennio Morricone, l’omaggio Rai al Maestro in Tv e sul web nel secondo anniversario della scomparsa, su IlMohicano.it. URL consultato il 6 luglio 2022.
11. ↑   Stella Dibenedetto, Techetechetè - Chi è andato una sola volta a Sanremo? Battisti, Righeira, Subsonica, Ragazzi Italiani e..., su Il Sussidiario.net, 19 luglio 2022. URL consultato il 20 luglio 2022.
12. ↑   Aldo Grasso, «Techetechete'», il culto della curiosità diventa tormentone, su Corriere della Sera, 3 agosto 2022. URL consultato il 4 agosto 2022.
13. ↑  Replica della puntata Giorgio Teo Max del 10 luglio 2020.
14. 1 2 3  Puntata dalla durata di 60 minuti.

### Fonte Ascolti
1. ↑   Ieri e oggi in TV 16/06/2022 — Ascolti italiani di mercoledì 15 giugno 2022, su AntonioGenna.com. URL consultato il 16 giugno 2022.
2. ↑   Ieri e oggi in TV 17/06/2022 — Ascolti italiani di giovedì 16 giugno 2022, su AntonioGenna.com. URL consultato il 17 giugno 2022.
3. ↑   Ieri e oggi in TV 18/06/2022 — Ascolti italiani di venerdì 17 giugno 2022, su AntonioGenna.com. URL consultato il 18 giugno 2022.
4. ↑   Ieri e oggi in TV 19/06/2022 — Ascolti italiani di sabato 18 giugno 2022, su AntonioGenna.com. URL consultato il 19 giugno 2022.
5. ↑   Ieri e oggi in TV 20/06/2022 — Ascolti italiani di domenica 19 giugno 2022, su AntonioGenna.com. URL consultato il 20 giugno 2022.
6. ↑   Ieri e oggi in TV 21/06/2022 — Ascolti italiani di lunedì 20 giugno 2022, su AntonioGenna.com. URL consultato il 21 giugno 2022.
7. ↑   Ascolti TV | Martedì 21 Giugno 2022, su DavideMaggio.it. URL consultato il 22 giugno 2022.
8. ↑   Ascolti TV | Mercoledì 22 Giugno 2022, su DavideMaggio.it. URL consultato il 23 giugno 2022.
9. ↑   Ascolti TV | Giovedì 23 Giugno 2022, su DavideMaggio.it. URL consultato il 24 giugno 2022.
10. ↑   Ascolti TV | Venerdì 24 Giugno 2022, su DavideMaggio.it. URL consultato il 25 giugno 2022.
11. ↑   Ascolti TV | Sabato 25 Giugno 2022, su DavideMaggio.it. URL consultato il 26 giugno 2022.
12. ↑   Ascolti TV | Domenica 26 Giugno 2022, su DavideMaggio.it. URL consultato il 27 giugno 2022.
13. ↑   Ascolti TV | Lunedì 27 Giugno 2022, su DavideMaggio.it. URL consultato il 28 giugno 2022.
14. ↑   Ascolti TV | Martedì 28 Giugno 2022, su DavideMaggio.it. URL consultato il 29 giugno 2022.
15. ↑   Ascolti TV | Mercoledì 29 Giugno 2022, su DavideMaggio.it. URL consultato il 30 giugno 2022.
16. ↑   Ascolti TV | Giovedì 30 Giugno 2022, su DavideMaggio.it. URL consultato il 1º luglio 2022.
17. ↑   Ascolti TV | Venerdì 1º luglio 2022, su DavideMaggio.it. URL consultato il 2 luglio 2022.
18. ↑   Ascolti TV | Sabato 2 luglio 2022, su DavideMaggio.it. URL consultato il 3 luglio 2022.
19. ↑   Ascolti TV | Domenica 3 luglio 2022, su DavideMaggio.it. URL consultato il 4 luglio 2022.
20. ↑   Ascolti TV | Lunedì 4 luglio 2022, su DavideMaggio.it. URL consultato il 5 luglio 2022.
21. ↑   Ascolti TV | Martedì 5 luglio 2022, su DavideMaggio.it. URL consultato il 6 luglio 2022.
22. ↑   Ascolti TV | Mercoledì 6 luglio 2022, su DavideMaggio.it. URL consultato il 7 luglio 2022.
23. ↑   Ascolti TV | Giovedì 7 luglio 2022, su DavideMaggio.it. URL consultato l'8 luglio 2022.
24. ↑   Ascolti TV | Venerdì 8 luglio 2022, su DavideMaggio.it. URL consultato il 9 luglio 2022.
25. ↑   Ascolti TV | Lunedì 11 luglio 2022, su DavideMaggio.it. URL consultato il 12 luglio 2022.
26. ↑   Ascolti TV | Martedì 12 Luglio 2022, su DavideMaggio.it. URL consultato il 13 luglio 2022.
27. ↑   Ascolti TV | Mercoledì 13 Luglio 2022, su DavideMaggio.it. URL consultato il 14 luglio 2022.
28. ↑   Ascolti TV | Giovedì 14 Luglio 2022, su DavideMaggio.it. URL consultato il 15 luglio 2022.
29. ↑   Ascolti TV | Venerdì 15 Luglio 2022, su DavideMaggio.it. URL consultato il 16 luglio 2022.
30. ↑   Ascolti TV | Sabato 16 Luglio 2022, su DavideMaggio.it. URL consultato il 17 luglio 2022.
31. ↑   Ascolti TV | Domenica 17 Luglio 2022, su DavideMaggio.it. URL consultato il 18 luglio 2022.
32. ↑   Ascolti TV | Martedì 19 Luglio 2022, su DavideMaggio.it. URL consultato il 20 luglio 2022.
33. ↑   Ascolti TV | Mercoledì 20 Luglio 2022, su DavideMaggio.it. URL consultato il 21 luglio 2022.
34. ↑   Ascolti TV | Giovedì 21 Luglio 2022, su DavideMaggio.it. URL consultato il 22 luglio 2022.
35. ↑   Ascolti TV | Venerdì 22 Luglio 2022, su DavideMaggio.it. URL consultato il 23 luglio 2022.
36. ↑   Ascolti TV | Sabato 23 Luglio 2022, su DavideMaggio.it. URL consultato il 24 luglio 2022.
37. ↑   Ascolti TV | Domenica 24 Luglio 2022, su DavideMaggio.it. URL consultato il 25 luglio 2022.
38. ↑   Ascolti TV | Lunedì 25 Luglio 2022, su DavideMaggio.it. URL consultato il 26 luglio 2022.
39. ↑   Ascolti TV | Martedì 26 Luglio 2022, su DavideMaggio.it. URL consultato il 27 luglio 2022.
40. ↑   Ascolti TV | Mercoledì 27 Luglio 2022, su DavideMaggio.it. URL consultato il 28 luglio 2022.
41. ↑   Ascolti TV | Giovedì 28 Luglio 2022, su DavideMaggio.it. URL consultato il 29 luglio 2022.
42. ↑   Ascolti TV | Venerdì 29 Luglio 2022, su DavideMaggio.it. URL consultato il 30 luglio 2022.
43. ↑   Ascolti TV | Sabato 30 Luglio 2022, su DavideMaggio.it. URL consultato il 31 luglio 2022.
44. ↑   Ascolti TV | Domenica 31 Luglio 2022, su DavideMaggio.it. URL consultato il 1º agosto 2022.
45. ↑   Ascolti TV | Lunedì 1º Agosto 2022, su DavideMaggio.it. URL consultato il 2 agosto 2022.
46. ↑   Ascolti TV | Martedì 2 Agosto 2022, su DavideMaggio.it. URL consultato il 3 agosto 2022.
47. ↑   Ascolti TV | Mercoledì 3 Agosto 2022, su DavideMaggio.it. URL consultato il 4 agosto 2022.
48. ↑   Ascolti TV | Giovedì 4 Agosto 2022, su DavideMaggio.it. URL consultato il 5 agosto 2022.
49. ↑   Ascolti TV | Venerdì 5 Agosto 2022, su DavideMaggio.it. URL consultato il 6 agosto 2022.
50. ↑   Ascolti TV | Sabato 6 Agosto 2022, su DavideMaggio.it. URL consultato il 7 agosto 2022.
51. ↑   Ascolti TV | Domenica 7 agosto 2022, su DavideMaggio.it. URL consultato l'8 agosto 2022.
52. ↑   Ascolti TV | Lunedì 8 agosto 2022, su DavideMaggio.it. URL consultato il 9 agosto 2022.
53. ↑   Ascolti TV | Martedì 9 agosto 2022, su DavideMaggio.it. URL consultato il 10 agosto 2022.
54. ↑   Ascolti TV | Mercoledì 10 agosto 2022, su DavideMaggio.it. URL consultato l'11 agosto 2022.
55. ↑   Ascolti TV | Giovedì 11 agosto 2022, su DavideMaggio.it. URL consultato il 12 agosto 2022.
56. ↑   Ascolti TV | Venerdì 12 agosto 2022, su DavideMaggio.it. URL consultato il 13 agosto 2022.
57. ↑   Ascolti TV | Sabato 13 agosto 2022, su DavideMaggio.it. URL consultato il 14 agosto 2022.
58. ↑   Ascolti TV | Domenica 14 agosto 2022, su DavideMaggio.it. URL consultato il 15 agosto 2022.
59. ↑   Ascolti TV | Lunedì 15 agosto 2022, su DavideMaggio.it. URL consultato il 16 agosto 2022.
60. ↑   Ascolti TV | Martedì 16 agosto 2022, su DavideMaggio.it. URL consultato il 17 agosto 2022.
61. ↑   Ascolti TV | Mercoledì 17 agosto 2022, su DavideMaggio.it. URL consultato il 18 agosto 2022.
62. ↑   Ascolti TV | Giovedì 18 agosto 2022, su DavideMaggio.it. URL consultato il 19 agosto 2022.
63. ↑   Ascolti TV | Venerdì 19 agosto 2022, su DavideMaggio.it. URL consultato il 20 agosto 2022.
64. ↑   Ascolti TV | Sabato 20 agosto 2022, su DavideMaggio.it. URL consultato il 21 agosto 2022.
65. ↑   Ascolti TV | Domenica 21 agosto 2022, su DavideMaggio.it. URL consultato il 22 agosto 2022.
66. ↑   Ascolti TV | Lunedì 22 agosto 2022, su DavideMaggio.it. URL consultato il 23 agosto 2022.
67. ↑   Ascolti TV | Martedì 23 agosto 2022, su DavideMaggio.it. URL consultato il 24 agosto 2022.
68. ↑   Ascolti TV | Mercoledì 24 agosto 2022, su DavideMaggio.it. URL consultato il 25 agosto 2022.
69. ↑   Ascolti TV | Giovedì 25 agosto 2022, su DavideMaggio.it. URL consultato il 26 agosto 2022.
70. ↑   Ascolti TV | Venerdì 26 agosto 2022, su DavideMaggio.it. URL consultato il 27 agosto 2022.
71. ↑   Ascolti TV | Sabato 27 agosto 2022, su DavideMaggio.it. URL consultato il 28 agosto 2022.
72. ↑   Ascolti TV | Domenica 28 agosto 2022, su DavideMaggio.it. URL consultato il 29 agosto 2022.
73. ↑   Ascolti TV | Lunedì 29 agosto 2022, su DavideMaggio.it. URL consultato il 30 agosto 2022.
74. ↑   Ascolti TV | Martedì 30 agosto 2022, su DavideMaggio.it. URL consultato il 31 agosto 2022.
75. ↑   Ascolti TV | Mercoledì 31 agosto 2022, su DavideMaggio.it. URL consultato il 1º settembre 2022.
76. ↑   Ascolti TV | Giovedì 1º settembre 2022, su DavideMaggio.it. URL consultato il 2 settembre 2022.
77. ↑   Ascolti TV | Venerdì 2 settembre 2022, su DavideMaggio.it. URL consultato il 3 settembre 2022.
78. ↑   Ascolti TV | Sabato 3 settembre 2022, su DavideMaggio.it. URL consultato il 4 settembre 2022.
79. ↑   Ascolti TV | Domenica 4 settembre 2022, su DavideMaggio.it. URL consultato il 5 settembre 2022.
80. ↑   Ascolti TV | Lunedì 5 settembre 2022, su DavideMaggio.it. URL consultato il 6 settembre 2022.
81. ↑   Ascolti TV | Martedì 6 settembre 2022, su DavideMaggio.it. URL consultato il 7 settembre 2022.
82. ↑   Ascolti TV | Mercoledì 7 settembre 2022, su DavideMaggio.it. URL consultato l'8 settembre 2022.